# Oxyopes amoenus
Oxyopes amoenus är en spindelart som beskrevs av Ludwig Carl Christian Koch 1878. Oxyopes amoenus ingår i släktet Oxyopes och familjen lospindlar.
Artens utbredningsområde är Queensland. Inga underarter finns listade i Catalogue of Life.